# Верково
Верково (пол. Werkowo, нім. Werkowo, 1939-45: Freihohenstein) — село в Польщі, у гміні Вонґровець Вонґровецького повіту Великопольського воєводства.
Населення — 263 особи (2011).
У 1975-1998 роках село належало до Пільського воєводства.

## Демографія
Демографічна структура станом на 31 березня 2011 року:
|          | Загалом | Допрацездатний вік | Працездатний вік | Постпрацездатний вік |
| -------- | ------- | ------------------ | ---------------- | -------------------- |
| Чоловіки | 132     | 40                 | 83               | 9                    |
| Жінки    | 131     | 29                 | 82               | 20                   |
| Разом    | 263     | 69                 | 165              | 29                   |